# This machine kills fascists

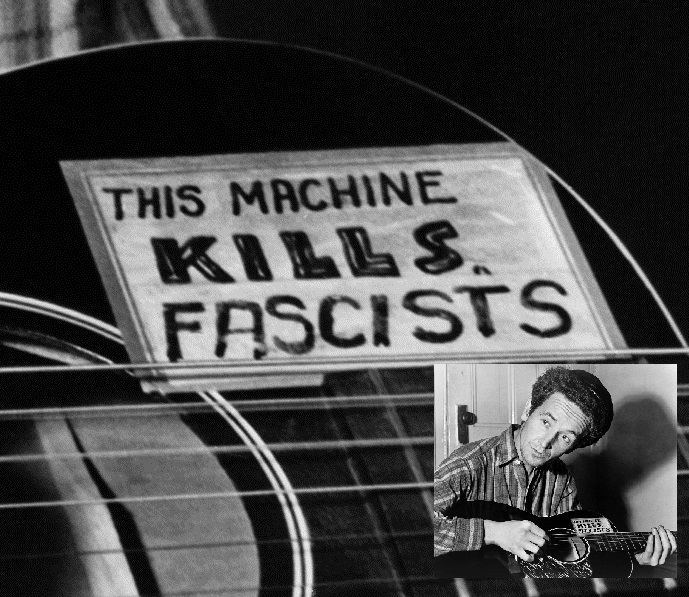
Der Spruch auf Guthries Gitarre

This machine kills fascists (deutsch: Diese Maschine tötet Faschisten) ist ein Spruch, den Woody Guthrie Anfang der 1940er Jahre auf seiner Gitarre anbrachte.

## Entstehung und Bedeutung
Um 1943, mitten im Zweiten Weltkrieg, schrieb Guthrie das Kriegslied Talking Hitler's Head Off Blues. Dies wurde im Daily Worker abgedruckt, einer von der Kommunistischen Partei USA herausgegebenen Zeitung. Guthrie brachte daraufhin „in einem Anfall von Patriotismus und Vertrauen in die Wirkung des Liedes auf seiner Gitarre THIS MACHINE KILLS FASCISTS“ an.

## Guthries Haltung
In Guthries Widerstand gegen den Faschismus bezeichnete er die Ideologie des Faschismus „als eine Form der wirtschaftlichen Ausbeutung ähnlich der Sklaverei“ und verurteilte die Faschisten – insbesondere ihre Führer – direkt als Gruppe von Räubern, die sich auf den Weg machten, „die Welt auszurauben“. Dies erinnerte an eine Proteststrategie, die er während der Weltwirtschaftskrise verwendet hatte, als soziale, politische und wirtschaftliche Ungleichheit von einer kleinen reichen Elite erzeugt worden war. Während dieser Ära hatte Guthrie „die Taten von Gesetzlosen wie Jesse James, Pretty Boy Floyd, Calamity Jane oder der Dalton Gang thematisiert“.
Guthrie bezeichnete die Gegner des Faschismus nicht als bloße Gesetzlose in einem faschistischen Staat, sondern als Helden, die „in Zeiten wirtschaftlicher Turbulenzen und sozialer Desintegration“ aufstanden, um „ein höchst illegitimes kriminelles Unterfangen zur Ausbeutung des einfachen Volkes“ zu bekämpfen. Guthrie porträtierte diese Charaktere als etwas Größeres als nur „dumme Gangster“, während seine Lyrik auch „das unmenschliche Element des Faschismus veräußerte, indem er seine Vertreter als Tiere beschrieb, die normalerweise sehr gering geschätzt wurden und mit einer Reihe von schlechten“ in Verbindung gebracht wurden. So sprach er beispielsweise in seinem Song Talking Hitler's Head Off Blues über die „Nazi Snake“ (Nazischlange), der entgegengewirkt werden muss. Guthrie erklärte "[a]nything human is anti Hitler" und in seinem Song You Better Get Ready lässt er Satan erklären, dass die typische Hölle nicht im Vergleich steht zu der von Hitler.

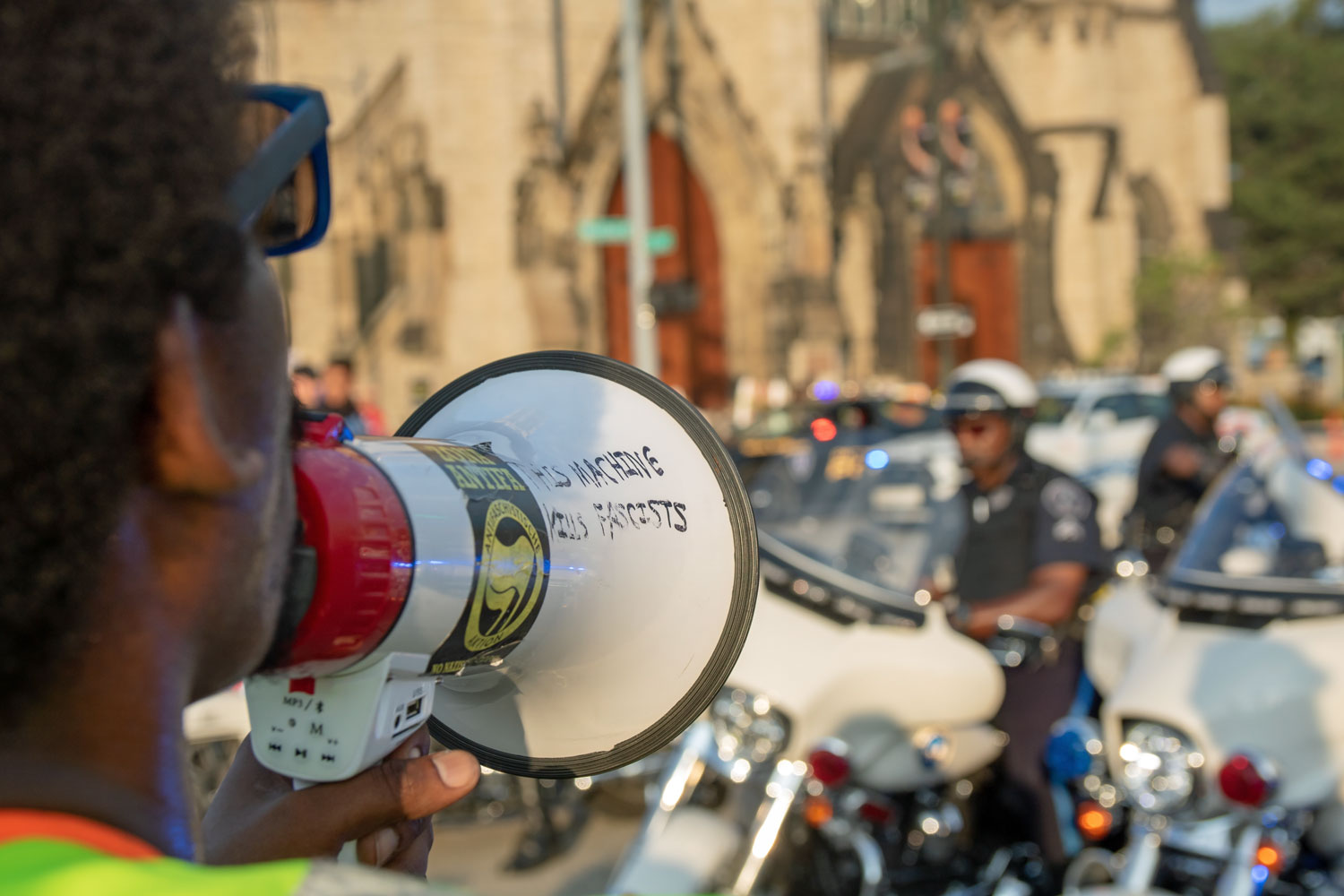
Spruch auf einem Megafon bei einer Demonstration in Detroit

## Nutzung von Guthrie
Guthrie nutzte diesen Spruch als Markenzeichen. Er hatte ihn an seiner Gitarre und er war auf Covern und Bildern von ihm zu sehen.

## Nachwirkungen
Der Spruch inspirierte Künstler, darunter John Green von den Vlogbrothers, der mit einem Aufkleber den Spruch auf seinem Laptop anbrachte, und der New Yorker Straßenkünstler Colin Huggins, der den Spruch auf seinen Flügel schrieb.

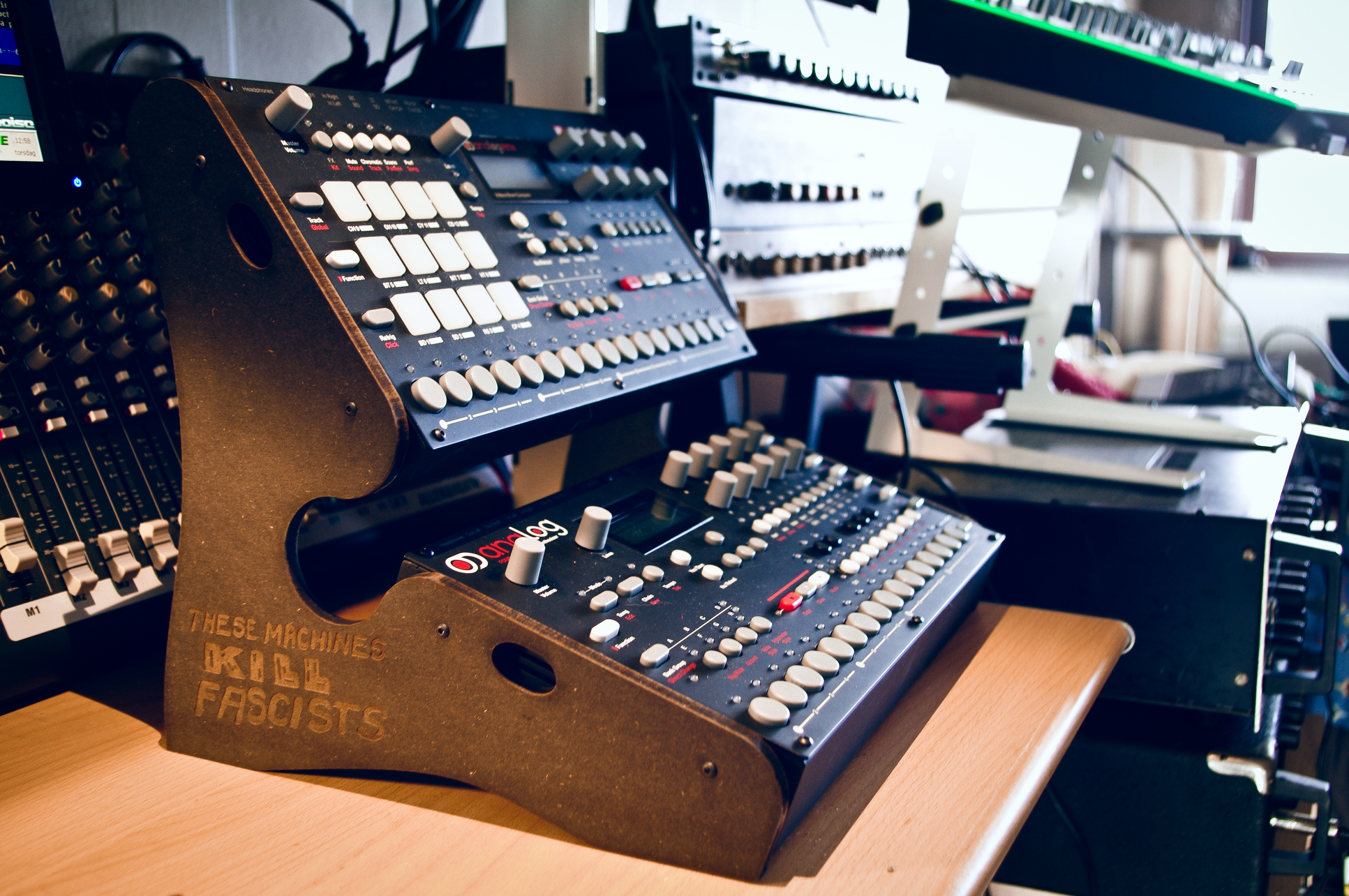
In das Seitenpanel einer Drummachine eingravierter Slogan (2015)

Das 2022 erschienene elfte Studioalbum der irisch-amerikanischen Folk-Punk-Band Dropkick Murphys trägt den Namen "This Machine Still Kills Fascists". Die Liedtexte des Akustikalbums stammen aus dem unveröffentlichten Teil des Werks von Woody Guthrie.
Er wird auch heute noch oft genutzt.